# Ford Konno
Ford Hiroshi Konno (Honolulu, 1º gennaio 1933) è un ex nuotatore statunitense.
Specializzato nello stile libero ha vinto due medaglie d'oro, nei 200 m sl e nella staffetta 4x200 m sl, e una d'argento nei 400 m sl ai Giochi olimpici di Helsinki 1952; quattro anni dopo, ai Giochi olimpici di Melbourne 1956, ha conquistato un altro argento nella staffetta 4x200 m sl.
È diventato uno dei Membri dell'International Swimming Hall of Fame.
È stato primatista mondiale sulle distanze dei 200 m, 400 m e 800 m sl.

## Palmarès
- Olimpiadi
  - Helsinki 1952: oro nei 1500 m sl e nella staffetta 4x200 m sl, argento nei 400 m sl.
  - Melbourne 1956: argento nella staffetta 4x200 m sl.